# إدوارد فوكس (مؤرخ)
إدوارد فوكس (بالإنجليزية: Eduard Fuchs) (و. 1870 – 1940 م) هو مؤرخ ثقافي، ومؤرخ الفن، ومؤرخ، وصحفي، وجامع تحف ألماني، ولد في غوبينغن، كان عضوًا في الحزب الديمقراطي الاجتماعي الألماني، توفي في باريس، عن عمر يناهز 70 عاماً.